# Вилладекани, Франческо ди Паола
Франческо ди Паола Вилладекани (итал. Francesco di Paola Villadecani; 22 февраля 1780, Мессина, королевство Сицилия — 13 июня 1861, там же) — итальянский кардинал. Титулярный епископ Ортосии со 2 октября 1820 по 17 ноября 1823. Архиепископ Мессины с 17 ноября 1823 по 13 июня 1861. Кардинал-священник с 27 января 1843, с титулом церкви Санти-Бонифачо-э-Алессио с 1 июня 1843.